# William Paley

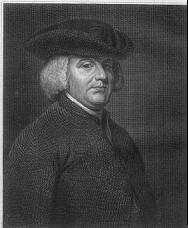
William Paley

William Paley (Peterborough, Cambridgeshire, 14 de juliol de 1743 – Lincoln, 25 de maig de 1805) va ser un filòsof i teòleg utilitarista britànic. És recordat per la seva analogia del rellotge i els seus arguments per demostrar l'existència de Déu en la seva obra: Teologia Natural.